# کانودوس دو واله
کانودوس دو واله (به پرتغالی: Canudos do Vale) یک منطقهٔ مسکونی در برزیل است که در ریو گرانده جنوبی واقع شده‌است. کانودوس دو واله ۱٬۷۰۵ نفر جمعیت دارد.